# Puy-Notre-Dame
Puy-Notre-Dame – miejscowość i gmina we Francji, w regionie Kraj Loary, w departamencie Maine i Loara.
Według danych na rok 2010 gminę zamieszkiwało 1267 osób, a gęstość zaludnienia wynosiła 78 osób/km².